# Mono (Mixtape)
Mono (geschrieben als mono.) ist das zweite Mixtape des südkoreanischen Rappers RM. Es wurde am 23. Oktober 2018 (KST) durch Big Hit Entertainment veröffentlicht.
RM nennt Mono eine Playlist, während viele Publikationen das Projekt als Mixtape bezeichnen. Es besteht aus sieben Titeln, darunter, als letzter Track, befindet sich die Single Forever Rain, zu der ein animiertes Musikvideo erschien. Die Playlist enthält sowohl in Englisch als auch in Koreanisch gesungene beziehungsweise gerappte Titel.

## Entstehungsgeschichte und Veröffentlichung
Im März 2018 postete RM ein kurzes Video eines noch unbekannten Songs mit der Überschrift: „will be in RM 2 someday…“ (deutsch: „wird eines Tages in RM 2 sein…“) auf dem BTS-Twitteraccount und gab dadurch sein Arbeiten an seinem zweiten Mixtape bekannt. Im Juni 2018 verkündete das britische Elektropop Duo Honne in einem Interview, dass sie möglicherweise mit RM an Musik arbeiten. Die Musiker nahmen miteinander Kontakt auf, nach dem das Duo online herausfanden, dass RM ein Fan ihrer Musik ist. Als Honne Seoul im Rahmen ihrer Tour besuchten trafen sie sich daraufhin mit RM.
Das Mixtape wurde am 20. Oktober 2018, zusammen mit der Titelliste, dem Cover und dem Erscheinungsdatum, über Big Hit Entertainments auf Twitter angekündigt. Die Titelliste und das Erscheinungsdatum wurde am selben Tag auch von RM selbst über den Twitteraccount von BTS geteilt wobei er Mono bewusst eine "Playlist", statt Mixtape nennt. Es beinhaltet einen von Honne produzierten Titel, sowie Feature von der südkoreanischen Indie-Rock Band Nell und dem Sänger eAeon. Mono ist RMs zweites Mixtape und folgt auf das 2015 veröffentlichte nach ihm selbst benannte Mixtape RM. RM stellt Mono kostenlos zum Download zur Verfügung, es lässt sich jedoch auch auf ITunes und verschiedenen Streaming-Plattformen finden und ist damit sein erstes kommerzielles Soloprojekt.

## Titelliste
Die Credits wurden vom digitalen Download des Mixtapes übernommen, der direkt von Big Hit Entertainment zur Verfügung gestellt wurde. Zusätzliche Informationen von SoundCloud und Spotify wurden ergänzt.
| #  | Titel                     | Songwriter              | Produzent(en)             | Länge | Anmerkungen                                                    |
| -- | ------------------------- | ----------------------- | ------------------------- | ----- | -------------------------------------------------------------- |
| 1. | tokyo                     | RM • Supreme Boi        | Supreme Boi               | 3:28  |                                                                |
| 2. | seoul (prod. HONNE)       | RM • Honne              | Honne                     | 4:35  |                                                                |
| 3. | moonchild                 | RM • Hiss Noise         | RM • Hiss Noise           | 3:25  |                                                                |
| 4. | badbye (with eAeon)       | RM • El Capitxn         | RM • El Capitxn           | 1:52  |                                                                |
| 5. | uhgood                    | RM • Sam Klempner       | Sam Klempner • El Capitxn | 3:14  | Titel auch als 어긋 / Eogeut [eng. Übersetzung "out of place"] |
| 6. | everythingoes (with Nell) | RM • Kim Jong Wan       | RM • Kim Jong Wan         | 3:42  | Titel auch als 지나가 / Jinaga                                 |
| 7. | forever rain              | RM • Hiss Noise • Adora | RM • Hiss Noise • Adora   | 4:31  |                                                                |

## Beteiligte
Die Credits wurden vom digitalen Download des Mixtapes übernommen, der direkt von Big Hit Entertainment zur Verfügung gestellt wurde. Zusätzliche Informationen von SoundCloud wurden ergänzt.

### Besetzung
- RM – Hauptstimme (alle Tracks), Pfeifen (Track 1), Keyboard (Track 3, 4, und 7), Synthesizer (Track 3 und 4)
- eAeon – Hauptstimme (Track 4)
- Honne – Keyboard, Synthesizer, Begleitstimmen (Track 2)
- Kim Jongwan – Begleitstimmen, Keyboard, Synthesizer, Gitarre (Track 6)
- Supreme Boi – Synthesizer (Track 1)
- Hiss noise – Keyboard (Track 3), Synthesizer (Track 3 und 7)
- El Capitxn – Synthesizer, Keyboard (Track 4)
- Lee Taewook – Gitarre (Track 4 und 7)
- Sam Klempner – Keyboard, Synthesizer (Track 5)
- Lee Jaekyung – Gitarre (Track 6)
- Lee Junghoon – Bass (Track 6)
- Jung Jaewon – Schlagzeug (Track 6)
- Adora – Keyboard, Synthesizer (Track 7)

### Tontechnik
- RM @ Rkive – Rap und Gesang Arrangement, Recording-Engineer (alle Tracks)
- Yang Ga @ Big Hit Studio – Mixing-Engineer (Track 1 und 4)
- Ken Lewis – Mixing-Engineer (Track 2, 3, 5, und 7)
- Kim Jong Wan @ Koko Sound Studio – Mixing-Engineer (Track 6)
- Dr. Ko @ Koko Sound Studio – Mixing-Engineer (Track 6)

## Musikvideos
Das Musikvideo für den Song forever rain wurde in monochromen Farben animiert. Die kreative Leitung und Regie für das animierte Musikvideo lag bei Choi Jaehoon. Lee Jinhee und PD Gim Boseong waren die Animation Supervisors des Projekts, während Lee Jonhoon für den Schnitt verantwortlich war. Als Animatoren arbeiteten Gim Boseong, Kim Bom, Kim Jihwan, Shin Dohyun, Ahn Jaeyoon, Yoon Jeonghan, Yoon Juri, Lee Jinhee, Jeon Soeun, Jeong dawoon, Jeong Jimin und Hyun Yujeong an dem Musikvideo.
Das Video des Songs seoul zeigt den Liedtext über Bildern verschiedener bekannter Orte in Seoul, wie beispielsweise den Fluss Han, den Cheonggyecheon Fluss oder die Seonyudo Insel. Choi Yongseok von Lumpens führte Regie. Lumpens Guzza, Parl Hyejeong und Jeong Minje waren die Regie Assistenten für Seoul. Nam Hyunwoo von GDW filmte als Kameramann das Video und Min Joonki von Sunshine Underground ist die Bildkomposition zuzuschreiben.
In dem Video für das Lied moonchild sieht man den Liedtext mit Zeilen, wie: "You say you wanna die but live it much harder / You say you wanna let go but put on another weight / Thinking of not thinking at all is still a thinking, you know" mit greller Schrift über einen kulissenhaften, dunklen Raum aufleuchten. Die Regie führte erneut Choi Yongseok von Lumpens mit Guzza, Park Hyejeong und Jeong Minje, ebenfalls von Lumpens als Regie Assistenten. Nam Hyunwoo von GDW war der Kameramann und Min Joonki von Sunshine Underground ist die Bildkomposition zuzuschreiben. E Hyun Joon baute die Kulissen.

## Charterfolge

### Chartplatzierungen
| ChartsChartplatzierungen       | Höchstplatzierung | Wochen |
| ------------------------------ | ----------------- | ------ |
| Schweiz (IFPI)                 | 20 (1 Wo.)        | 1      |
| Vereinigte Staaten (Billboard) | 26 (1 Wo.)        | 1      |

## Auszeichnungen
| Kritiker/Publikation | Liste                                            | Werk             | Rang | Referenz |
| -------------------- | ------------------------------------------------ | ---------------- | ---- | -------- |
| Billboard            | The 20 Best K-Pop Albums of 2018: Critics' Picks | mono             | 6    | [ 20 ]   |
| Bravo                | Die 10 besten K-Pop-Alben des Jahres             | mono             | 6    | [ 21 ]   |
| MTV                  | The 18 Best K-pop B-sides Of 2018                | "everythinggoes" | 18   | [ 22 ]   |
| Thrillist            | The Best Music Videos of 2018                    | "forever rain"   | 48   | [ 23 ]   |

## Rezeption
MTV nennt das Mixtape in gleichen Teilen wehmütig und beschwerlich, mit der Einsamkeit als Motiv, das sich durch das gesamte Mixtape zieht, und merkt an, dass RM seine tiefliegenden Unsicherheiten in den Songs, beispielsweise in Tokyo und Seoul, offenlegt. Dee Lockett beschrieb für Vulture die Titel des Mixtapes als kostenlose Therapie, die dein Körper, deine Seele und dein Konto benötigen, um entlastet die nächste Woche mit all ihren Schwierigkeiten angehen zu können. Sie vergleicht den Sound von Mono mit dem Baden in lauwarmen Wasser: es wirkt reinigend, ist genau die richtige Intensität an "steamy" und wirkt beruhigend sobald man damit ihn Berührung kommt. Vulture merkt an, dass das Mixtape "the slowest of bangers", "moody bops" und RMs Flüster-Rap in zum Beispiel "Forever Rain" enthält. Billboard stellt fest, dass RM mit Mono stärker in seine Gefühls- und Gedankenwelt eintaucht als mit seinem ersten Mixtape und bezeichnet Moonchild als einen sanften, zweisprachigen Alternative-R&B-Titel, Badbye als schmerzhaft traurig und Uhgood als gedankenvoll.
Brandy Robidoux von Hollywood Life nannte Forever Rain einen von RMs ehrlichsten Songs, mit Texten die reflektieren: "When it rains, I feel as if I have some friends / You keep knocking on my windows and asking how am I doing / And I answer – I am still the hostage of life / I live not 'cause I can't die / But I'm still trapped on something". Tamar Herman nannte Moonchild im Billboardmagazin einen atmosphärischen Hip-Hop Track, in dem RM über den Schmerz des Seins und das Trost finden im Mondlicht reflektiert. CelebMix beschreibt das Mixtape als heilend und zum Nachdenken anregend. "The growing sensibility of an individual named Namjoon is clearly visible, making it a brilliant coming of age playlist of our time.(deutsch:Die wachsende Sensibilität der Person namens Namjoon[Kim Namjoon ist der bürgerliche Name des Rappers RM] ist deutlich sichtbar, was es [das Mixtape] zu einer brillianten Coming of Age Playlist unsere Zeit macht.)"